# Poisson (Saona e Loira)
Poisson è un comune francese di 606 abitanti situato nel dipartimento della Saona e Loira nella regione della Borgogna-Franca Contea.

## Società

### Evoluzione demografica
Abitanti censiti